# Kerwan
Kerwan és un cràter sobre la superfície del planeta nan Ceres, situat amb el sistema de coordenades planetocèntriques a 5.91 ° de latitud nord i 141.48 ° de longitud est. Fa un diàmetre de 280 km. El nom va ser fet oficial per la UAI el tres de juliol del 2015 i fa referència a Kerwan, esperit que presideix la germinació dels grans de blat de moro de la mitologia hopi.